# Take Two with Phineas and Ferb
Take Two with Phineas and Ferb (bra: Take Dois com Phineas e Ferb) é uma série de animação estadunidense e spin-off da série Phineas e Ferb, sendo lançada em 3 de dezembro de 2010 pelo Disney Channel. O spin-off gira em torno de Phineas Flynn e Ferb Fletcher, que, desta vez, em vez de construírem algo, entrevistam celebridades. 

## Episódios

### Resumo
| Temporada | Temporada | Episódios | Exibição de estreia original                    | Exibição de estreia brasileira                | Exibição de estreia portuguesa               |
| --------- | --------- | --------- | ----------------------------------------------- | --------------------------------------------- | -------------------------------------------- |
|           | 1         | 20        | 03 de Dezembro de 2010 - 25 de Novembro de 2011 | 19 de Fevereiro de 2011 - 24 de Abril de 2012 | 20 de Abril de 2013 - 20 de Setembro de 2012 |

### 1.ª Temporada (2010)
| #  | Títulos                  | Estreias                                       | Audiência Original (em milhões) | Código de Produção |
| -- | ------------------------ | ---------------------------------------------- | ------------------------------- | ------------------ |
| 1  | "Jack Black"             | 03 de Dezembro de 2010 19 de Fevereiro de 2011 | TBA                             | TBA                |
| 2  | "Andy Samberg"           | 10 de Dezembro de 2010 17 de Fevereiro de 2011 | TBA                             | TBA                |
| 3  | "Seth Rogen"             | 07 de Janeiro de 2011 10 de Fevereiro de 2011  | TBA                             | TBA                |
| 4  | "Tony Hawk"              | 22 de Janeiro de 2011 19 de Maio de 2011       | TBA                             | TBA                |
| 5  | "Taylor Swift"           | 18 de Fevereiro de 2011 07 de Abril de 2011    | TBA                             | TBA                |
| 6  | "Regis Philbin"          | 25 de Fevereiro de 2011 28 de Abril de 2011    | TBA                             | TBA                |
| 7  | "Neil Patrick Harris"    | 18 de Março de 2011 14 de Abril de 2011        | TBA                             | TBA                |
| 8  | "Randall Darius Jackson" | 25 de Março de 2011 21 de Abril de 2011        | TBA                             | TBA                |
| 9  | "Emma Roberts"           | 08 de Abril de 2011 19 de Maio de 2011         | TBA                             | TBA                |
| 10 | "Cedric the Entertainer" | 29 de Abril de 2011 14 de Agosto de 2011       | TBA                             | TBA                |
| 11 | "David Beckham"          | 23 de Julho de 2011 19 de Novembro de 2011     | TBA                             | TBA                |
| 12 | "Howie Mandel"           | 30 de Julho de 2011 24 de Novembro de 2011     | TBA                             | TBA                |
| 13 | "Miss Piggy"             | 09 de Setembro de 2011 18 de Novembro de 2011  | TBA                             | TBA                |
| 14 | "Tom Bergeron"           | 16 de Setembro de 2011 02 de Dezembro de 2011  | TBA                             | TBA                |
| 15 | "Ty Pennington"          | 24 de Setembro de 2011 09 de Dezembro de 2011  | TBA                             | TBA                |
| 16 | "Shaun White"            | 14 de Outubro de 2011 16 de Dezembro de 2011   | TBA                             | TBA                |
| 17 | "Larry King"             | 28 de Outubro de 2011 22 de Janeiro de 2012    | TBA                             | TBA                |
| 18 | "Jason Segel"            | 02 de Novembro de 2011 29 de Novembro de 2011  | TBA                             | TBA                |
| 19 | "Ben Stiller"            | 11 de Novembro de 2011 07 de Março de 2012     | TBA                             | TBA                |
| 20 | "Guy Fieri"              | 25 de Novembro de 2011 24 de Abril de 2012     | TBA                             | TBA                |